# Norsat International

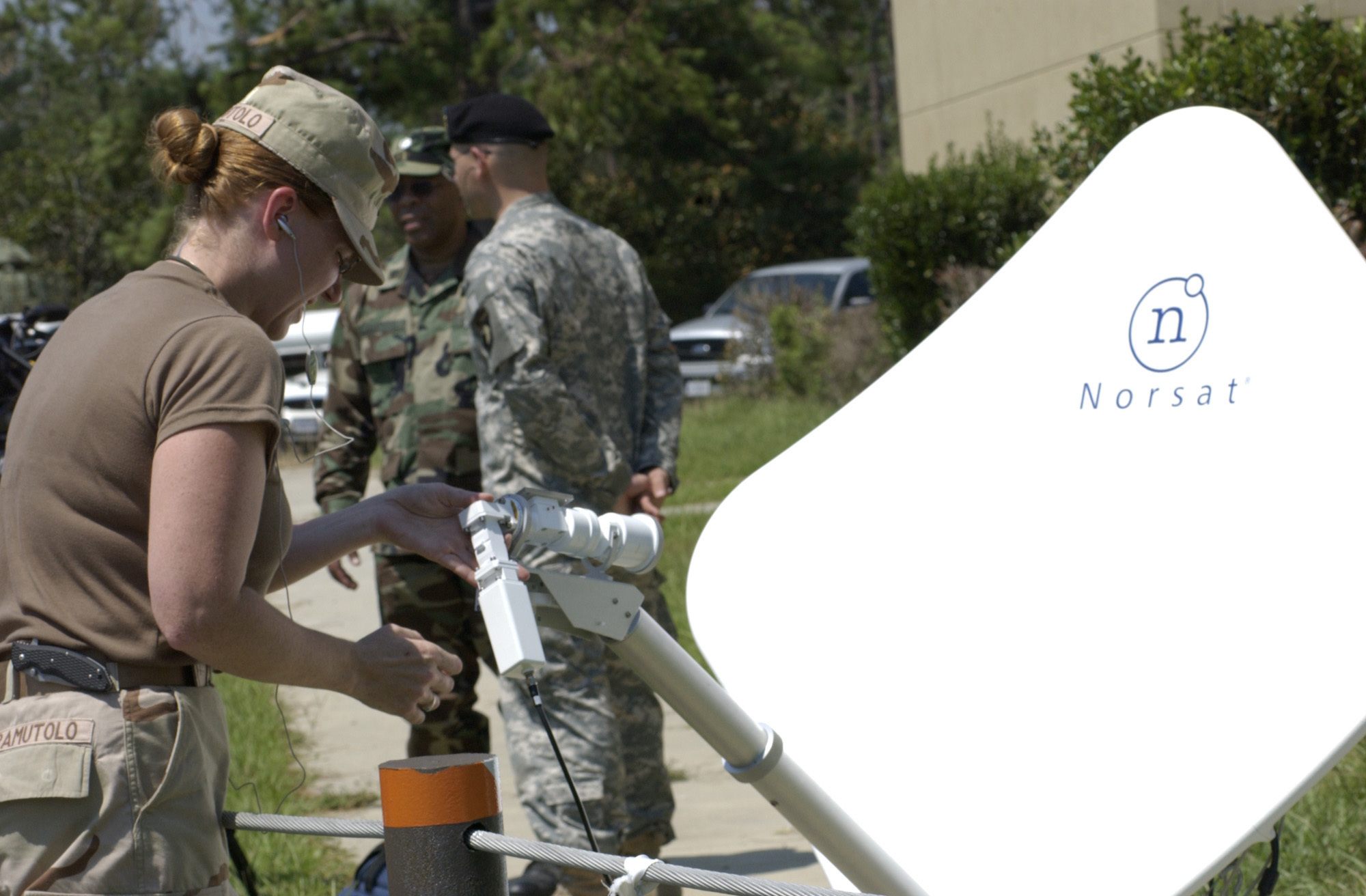
Satellitenschüssel von Norsat

Norsat International Inc. ist ein Elektrotechnologie-Unternehmen mit Sitz in Richmond, British Columbia, Kanada. Das Unternehmen wurde 1977 gegründet und entwickelt und produziert neue Sende- und Empfangssysteme für Satelliten-Breitband, Mobilfunk-Kommunikation und Satelliten-TV. Das Unternehmen hat Niederlassungen in den USA, Deutschland, England, Schweden, Italien und in den Philippinen.

## Geschichte
Das Unternehmen wurde 1977 gegründet und firmierte damals unter dem Namen Northern Satellite Systems. Das Unternehmen wurde von Rod Wheeler gegründet. Er war auch der erste CEO nach dem Börsengang des umbenannten und heute bekannten Unternehmens Norsat. Man begann mit der Entwicklung neuer Sende- und Empfangstechniken, speziell Satellitenantennen und die LNBs sowie Receiver und Transmitter.
Das Unternehmen wurde 2017 von Hytera übernommen.

## Geschäftsbereiche
Zu den Abnehmern dieser Produkte gehören militärische Streitkräfte, Satellitenbetreiber und verschiedene Fernsehsender.

## Produkte
Zu den Produkten, die das Unternehmen anbietet gehören:
- kleine mobile Satellitenanlagen im C, X, Ku und Ka band
- Netzwerk Satellitensysteme für Telekommunikation, Satellitenkommunikation
- Mikrowellen Systeme (LNA, LNB, BUC, BDC)